# أوغوستا ديجيريني-كلومبكي
أوغوستا ديجيريني-كلومبكي (15 أكتوبر 1859 – 5 نوفمبر 1927) هي طبيبة فرنسية أمريكية، عرفت بأعمالها في علم التشريح العصبي. كانت واحدة من أوائل الطبيبات المقيمات اللاتي عملن في مشافي باريس. حصلت على وسام جوقة الشرف برتبة فارس، اكتشفت ديجيريني-كلومبكي شلل كلومبكي، والذي سمي لاحقًا باسمها.

## حياتها مهنية
بدأت كلومبي تدريبها في كلية الطب في باريس، وتلقت دروسًا في العلوم في جامعة السوربون، وعملت في مختبرات متحف التاريخ الطبيعي. درست علم التشريح والتسليخ، وحصلت على جائزة لمهاراتها في هذا المجال. قدمت عدة طلبات للمشافي للحصول على تدريب خارجي، ومتابعة دراستها، ولكن رفض طلبها مرارًا وتكرارًا بسبب جنسها. بدأت فترة تدريبها في مستشفى شاريتيه في برلين في عام 1880. كان رئيس العيادة هو جوزيف جول ديجيريني، وهو عالم يكبرها بعشر سنوات. التحقت بمستشفى سانت لويس في باريس لدراسة طب التوليد وطب الأطفال. قدمت بلانش إدوارد-بيليه التماسًا إلى مجلس بلدية باريس في عام 1882، وطلبت فيه السماح للنساء بالحصول على التدريب الخارجي، أدى إصرارها إلى تغيير القواعد. أصبحت إدواردز-بيليه وكلومبكي أول طبيبتين خارجيتين في مستشفيات باريس.

### دراسات التشريح العصبي
استغلت كلومبكي فترة تدريبها الخارجية، وحضرت دورات في علم الأعصاب مع جان مارتن شاركو، وبدأت في دراسة تشريح الضفيرة العضدية تحت إشراف معلمها ألفريد فولبيان. لاحظت كلومبكي أثناء فحصها لأحد الأطفال المصابين بشلل الضفيرة العضدية، اضطرابًا بتقبض الحدقة في الجانب نفسه من الجسم. استندت أطروحتها الطبية على دراسة ووصف هذه الظاهرة، التي تسمى الآن شلل كلومبكي. بفضل التماسات بلانش إدواردز-بيليه، تمكنت كلومبكي من نشر هذه الأطروحة في عام 1885، فازت بجائزة جودار لأكاديمية الطب في عام 1886. قبلت أطروحتها للدكتوراه في عام 1889 بعنوان (التهاب الأعصاب بشكل عام، والشلل والضمور بشكل خاص: دراسة سريرية وتشريحية)، وحصلت على الميدالية الفضية في كلية الطب في باريس وجائزة لاليماند للعلوم الأكاديمية في عام 1890.

## زواجها وعملها مع جوزيف ديجيريني
تزوجت كلومبكي من جوزيف ديجيريني في عام 1888. عملا معًا على تحديد ووصف تشريح الجهاز العصبي المركزي والمحيطي، بالإضافة إلى علم الأمراض العصبية للإصابة. أدرج اسم ديجيريني كلومبكي كمساعدة في كتاب ديجيريني الأساسي المكون من مجلدين عن التشريح العصبي (تشريح الجهاز العصبي المركزي)، والمجلد الثاني (علم أعراض اضرابات الجهاز العصبي). أكد تلميذه أندريه توماس مشاركتها بكافة المهمات، بما في ذلك إدراك وتحليل البيانات، ألفت أو شاركت في تأليف أكثر من 56 ورقة بحثية بين عامي 1885 و1926.
كان لدى عائلة ديجيريني ابنة، إيفون (1891-1986)، التي أصبحت طبيبة أعصاب، وتزوجت من الجراح إتيان بيير سوريل. ساهمت في الحفاظ على أعمال والدها من خلال مؤسسة ديجيريني.

## مغادرة سالبيترير
كان جوزيف جول ديجيريني، مثل كلومبكي، تلميذًا لألفريد فولبيان. درس أطباء الأعصاب المتنافسون على يد جان مارتن شاركو، بما في ذلك بيير ماري. في عام 1892، تنافس كل من ديجيريني وماري حول تفسير مسببات الرنح الحسي. لم تخلص الدراسات إلى نتائج واضحة واستمرت المنافسة بينهما مدى الحياة.
توفي شاركو في عام 1893، تولى فولغنس ريموند منصبه كرئيس لقسم الأعصاب في مستشفى سالبيترير (مستشفى بيتي سالبيترير). استلم ديجيريني رئاسة المشفى بعد وفاة ريموند عام 1910.
تولى ماري رئاسة المشفى بعد وفاة ديجيريني في عام 1917، ومنح كلومبكي 15 يومًا لمسح وثائق زوجها ومغادرة المشفى. نقلت كلومبكي جميع مواد ديجيريني من قسم الأعصاب إلى قسم علم الأمراض. بدأت مؤسسة ديجيريني مع ابنتهما إيفون للحفاظ على أعمال ديجيرين. عملت بعد ذلك كمسؤولة طبية في الفندق الوطني للمعاقين، حصلت على وسام الشرف الفرنسي، وترقت إلى رتبة ضابط في جوقة الشرف.

## وفاتها
توفيت كلومبكي بسرطان الثدي في عام 1927، ودُفنت بجانب شقيقها جون ويليام كلومبكي، وزوجها جوزيف جول ديجيريني، ووالدتها دوروثيا تول في مقبرة بير لاشيز بباريس.